# KV39
Situé dans la vallée des Rois, dans la nécropole thébaine sur la rive ouest du Nil face à Louxor en Égypte, KV 39 est le possible tombeau d'Amenhotep Ier.